# 14542 Karitskaya
14542 Karitskaya è un asteroide della fascia principale. Scoperto nel 1997, presenta un'orbita caratterizzata da un semiasse maggiore pari a 3,0684391 au e da un'eccentricità di 0,1048625, inclinata di 10,44800° rispetto all'eclittica.
L'asteroide è dedicato all'astronoma russa Eugenia Alexeevna Karitskaya.